# Riu Awash
L’Awash, antigament denominat Hawash (amhàric: አዋሽ ወንዝ, Awaš wänz; en àfar, We'ayot), és un riu a l'est d'Etiòpia. S'origina a les zones muntanyenques de l'àrea central etíop, a una altitud de 3000 metres sobre el nivell del mar. En 1980, la UNESCO va declarar Patrimoni de la Humanitat la vall baixa de l'Awash en considerar que alberga «un dels més importants conjunts de jaciments paleontològics del continent africà».
Al llarg de la conca de l'Awash hi ha diversos llocs d'interéa paleoantropològic. A l'awash mitjà s'hi han trobat restes d'homínids, com un crani gairebé complet d’Homo rhodesiensis en 1978 o restes d’Australopithecus afarensis. En aquest sentit, el 1974, les troballes de múltiples restes òssies recol·lectats en el desert de Danakil, als bancs del riu, va permetre compondre un esquelet parcial d'una femella, amb estimacions de tres milions d'anys d'antiguitat.
És el segon riu més extens d'Etiòpia, superat únicament pel Nil Blau. Del seu origen a les terres altes d'Etiòpia, arriba al desert de Danakil i desemboca en el llac Abbe a una altitud de 250 metres sobre el nivell del mar. Té 1.200 quilòmetres de longitud i una conca hidrogràfica d'uns 113 700 quilòmetres quadrats. D'altra banda, es divideix en tres sistemes, basats principalment en les activitats hídriques realitzades en ells: Awash alt, mitjà i baix. En la seva afluència passa per diverses regions climàtiques, que van des de les subtropicals humide a zones àrides.
A la regió alta es troba la represa Koka, les plantes hidroelèctriques Awash I i Awash II, fàbriques i plantacions de canya de sucre. En el Awash mitjà predominen els projectes de reg de plantacions de plàtan i cotó, així com la represa Kassam. Finalment, a la zona baixa es troba el projecte de reg Tandaho.